# Kukufas (imię)
Kukufas – pochodzenie imienia jest niepewne i prawdopodobnie pochodzi z języków orientalnych (perskiego lub syryjskiego). Nie sposób też dociec etymologii imienia, którego odpowiednikami łacińskimi są imiona Cucuphas i Cucuphatus. 
Kukufas imieniny obchodzi 25 lipca, jako wspomnienie św. Kukufasa, męczennika z IV w.